# Das Abenteuer der Sybille Brant
Das Abenteuer der Sybille Brant ist eine deutsche Stummfilm-Krimikomödie aus dem Jahre 1925 von Carl Froelich mit Henny Porten, die hier in mehreren Verkleidungen auftritt, in der Titelrolle. Der Geschichte liegt der gleichnamige Roman von Hugo Bettauer zugrunde.

## Handlung
Sybille Brant ist eine begnadete Schauspielerin, die in noch so grotesken Kostümierungen jeden Charakter zu verkörpern weiß. Ihr Verlobter heißt Theo Hartwig und verdient seinen Lebensunterhalt mehr schlecht als recht als Schriftsteller. Sybille meint, dass er zwar über sehr viel Talent verfügt, doch de facto will ihm einfach nicht der große Durchbruch als Literat gelingen. Das will Sybille unbedingt ändern. Sie ersinnt einen kühnen „Schlachtplan“, um aus dem im Verborgenen blühenden Wortkünstler eine berühmte, um nicht zu sagen: berüchtigte Person zu machen. Aus dem braven Theo wird schließlich nach einiger Vorbereitung ein vielfach gesuchter Frauenmörder. 
Als Theo als solcher dingfest gemacht wird, beginnt die Tagespresse Interesse für die Person Hartwigs und dessen künstlerischem Werk zu entwickeln. Bald reißen sich die Spielstätten darum, seine Stücke aufführen zu können. Am „Theater an der Spree“ hat es sich Sybille nicht nehmen lassen, selbst in einem Hartwig-Stück die Hauptrolle zu übernehmen. Dann aber, so wie es die Schauspielerin geplant hatte, lässt sie den Schwindel platzen: Theos Unschuld stellt sich heraus, und der Nachwuchsautor wird wieder auf freiem Fuß gesetzt. Zwar hatte er einige Zeit seine Freiheit verloren, dafür ist aber Theo Hartwigs Namen nunmehr in aller Munde. Gerade rechtzeitig erreicht er eine Vorstellung mit seiner Frau, die die dekuvrierenden finalen Worte deklamiert: “Und was ein liebend Weib für den Geliebten fähig ist, zu opfern, das könnt ihr nicht ermessen!”

## Produktionsnotizen
Das Abenteuer der Sybille Brant entstand im Frühjahr 1925 in Berlins Efa-Atelier am Zoo unter dem Arbeitstitel Um ein Haar und wurde unter diesem Titel am 14. Mai 1925 auch der Zensur vorgelegt. Diese sechsaktige Filmfassung besaß eine enorme Länge von 3040 Meter und kam nie in die Kinos. Unter dem neuen Titel wurde Das Abenteuer der Sybille Brant am 15. August erneut der Zensur vorgelegt. Damals war der Siebenakter noch 2606 Meter lang und wurde mit Jugendverbot belegt. Schließlich wurde der Streifen erneut gekürzt und zwar auf 2165 Meter, verteilt auf sechs Akte. Diese Version passierte die Filmzensur am 14. Oktober 1925, das Jugendverbot blieb erhalten. Die Premiere erfolgte elf Tage darauf an Berlins Primus-Palast. Ab Januar 1926 konnte man das Melodram unter dem Titel Der Frauenmörder auch in Österreich sehen.
Porten-Ehemann Wilhelm von Kaufmann übernahm auch die Produktionsleitung, Franz Schroedter gestaltete die Filmbauten.

## Kritik
Die Stunde meinte: „Henny Porten … läßt alle Register springen. Ihr Können, ihre Gestaltungsgabe hat keine Grenzen. Ihr Talent, verschiedene Menschen in einem Film charakteristisch und deutlich unterscheidbar zu zeigen, grandios. Ihre Komik zwingend. Diesen Film hebt sie zum großen Erfolg.“